# Жезл
Жезл — предмет цилиндрической формы, короткой или средней длины, как правило, являет символ духовной и светской власти, а также власти командующих войсками (в древности). Как эмблема власти, жезлы сохранились до настоящего времени.

## История
Жезлы как символ власти (духовной, военной или светской), имели самый разнообразный вид и употреблялись с глубокой древности, во всевозможных племенах, странах (краях), государствах и так далее, владетельными лицами. Эти жезлы имели разнообразный вид и названия. С течением времени они украшались и изготавливались из драгоценных материалов, например, у древних римлян преторы имели золотые жезлы, а консулы — изготовленные из слоновой кости. 
Сохранившиеся до нашего времени маршальские жезлы имеют вид короткой палки, делаются из серебра или золота и украшаются драгоценными камнями и государственными эмблемами. В придворном быту жезл употребляется некоторыми придворными чинами: гофмаршалами, церемониймейстерами и другими. Жезлы эти обычно имеют вид металлической или костяной трости, увенчанной государственной эмблемой. В настоящее время маршальские и придворные жезлы употребляются лишь в торжественных случаях.
В Православной церкви жезл (посох) является знаком церковной власти архиерея и управляющего монастырём архимандрита или игумена.

## Виды
Жезлы имеют самый разнообразный вид:
- скипетр;
- палка;
- посох;
- бадиг;
- трость;
- булава (церемониальная булава);
- Кадуцей;
- Эстортуэр
- и тому подобное.